# Sergi Álamo Bautista
Sergi Álamo Bautista (Girona, 27 d'agost de 1998) és un futbolista català que juga al Girona Futbol Club.
Va iniciar la seva trajectòria futbolística al planter del Girona FC, en 2016 forma part del primer equip després de fer una temporada molt bona als Divisió d'Honor Juvenil d'Espanya i guanyar-se un lloc en la pre-temporada amb el primer equip realitzada en Manchester jugant dos partits, el segon d'ells com a titular contra el Manchester City EDS i el Blackburn Rovers. debutant davant del públic gironí a la 40a edició del Trofeu Costa Brava contra l'Olympique de Marsella

## Trajectòria
| Club      | Divisió      | Any               |
| --------- | ------------ | ----------------- |
| Girona FC | 2a Divisió A | 2016 - Actualitat |